# Komitet Stałych Przedstawicieli
Komitet Stałych Przedstawicieli (fr. Comité des représentants permanents, COREPER, ang. Committee of Permanent Representatives) – organ, który składa się ze stałych przedstawicieli krajów członkowskich Unii Europejskiej przy Radzie w Brukseli w randze ambasadorów oraz ich zastępców. Jest odpowiedzialna za przygotowywanie prac wszystkich posiedzeń Rady i wykonywanie powierzonych przez nią zadań.

## Opis
Zgodnie z art. 240 ust. 1 traktatu o funkcjonowaniu Unii Europejskiej, Komitet złożony ze stałych przedstawicieli rządów Państw Członkowskich odpowiada za przygotowywanie prac Rady i wykonywanie zadań powierzonych mu przez Radę. Komitet może przyjmować decyzje proceduralne w przypadkach przewidzianych w regulaminie wewnętrznym Rady. Zadania Stałego Komitetu Przedstawicieli zostały określone w art. 19 regulaminu wewnętrznego Rady.
Wszystkie punkty porządku obrad posiedzeń Rady są z wyprzedzeniem analizowane przez Komitet Stałych Przedstawicieli, chyba że postanowi on inaczej (art. 19 ust. 2 regulaminu). Komitet może także podejmować pewne decyzje proceduralne oraz powoływać grupy robocze. COREPER stara się wypracować kompromis, który zostanie przedstawiony do zatwierdzenia Radzie. 
COREPER nadzoruje i koordynuje prace około 150 komitetów i grup roboczych stałych lub ad-hoc, w których skład wchodzą urzędnicy i eksperci z krajów członkowskich, pracujący nad stroną techniczną zagadnień przeznaczonych do późniejszej dyskusji w COREPER i Radzie. Przewodniczy im delegat z państwa sprawującego półroczną rotacyjną prezydencję w Radzie.
Na jego czele stoi kraj aktualnie przewodniczący Radzie. Faktycznie składa się z dwóch komitetów:
- COREPER I – zajmuje się głównie sprawami socjalnymi i ekonomicznymi. W jego skład wchodzą zastępcy stałych przedstawicieli.
- COREPER II – złożony jest ze stałych przedstawicieli i zajmuje się głównie sprawami dotyczącymi polityki unijnej, finansów i polityki zagranicznej.

Istnieją dwie grupy pracowników przedstawicieli państw członkowskich, które przygotowują spotkania COREPER. Są to :
- Grupa Mertens – COREPER I
- Grupa Antici – COREPER II

Poza COREPER istnieją także inne komitety pomocnicze.
Komitet zbiera się co najmniej raz w tygodniu i dzieli punkty obrad Rady na trzy 
kategorie:
1. Punkty nie wymagające podjęcia decyzji ministerialnej, przedstawiane jedynie w celach informacyjnych.
2. Punkty A, w przypadku których decyzja może zostać podjęta bez dyskusji. Jeżeli mimo to któryś z ministrów wyrazi wątpliwości, punkty te wracają do COREPER, gdzie są ponownie rozpatrywane.
3. Punkty B, które wymagają przeprowadzenia dyskusji, a nie zawsze da się zawczasu przewidzieć, jaka będzie decyzja.

Dany punkt może być wewnętrznie opisany jako pozorny punkt B - po to aby opinia publiczna odniosła wrażenie, że jest to punkt B, nad którym ministrowie aktywnie obradują ze względu na jego wagę, podczas gdy w istocie można go potraktować jako punkt A, ponieważ COREPER przeprowadził już negocjacje i osiągnął kompromis.
Ministrowie podejmują stosunkowo mało decyzji co do prawdziwych punktów B: zazwyczaj są one odsyłane do ponownego rozważenia przez COREPER, skąd powracają jako punkty A lub pozorne B. W dokumentach i porządku obrad punkt A określany jest jako "A"-item.